# Orestes Tomás Ghioldi
Orestes Tomás Ghioldi fue un dirigente político comunista que nació el 9 de noviembre de 1901 en Buenos Aires, Argentina y falleció el 13 de abril de 1982 en el Sanatorio Otamendi, en la misma ciudad y que llegó a ser un importante dirigente del comunismo argentino. Era apodado “El Chito” y algunos de los seudónimos utilizados a lo largo de su vida fueron Edmundo Ghitor, Alfredo Morales, Ernesto Galli, T. Hugo, José Olmos, E. Sosa y Ramón Rey Fernández. 